# Andrena nasonii
Andrena nasonii är en biart som beskrevs av Robertson 1895. Andrena nasonii ingår i släktet sandbin, och familjen grävbin. Inga underarter finns listade i Catalogue of Life.

## Bildgalleri

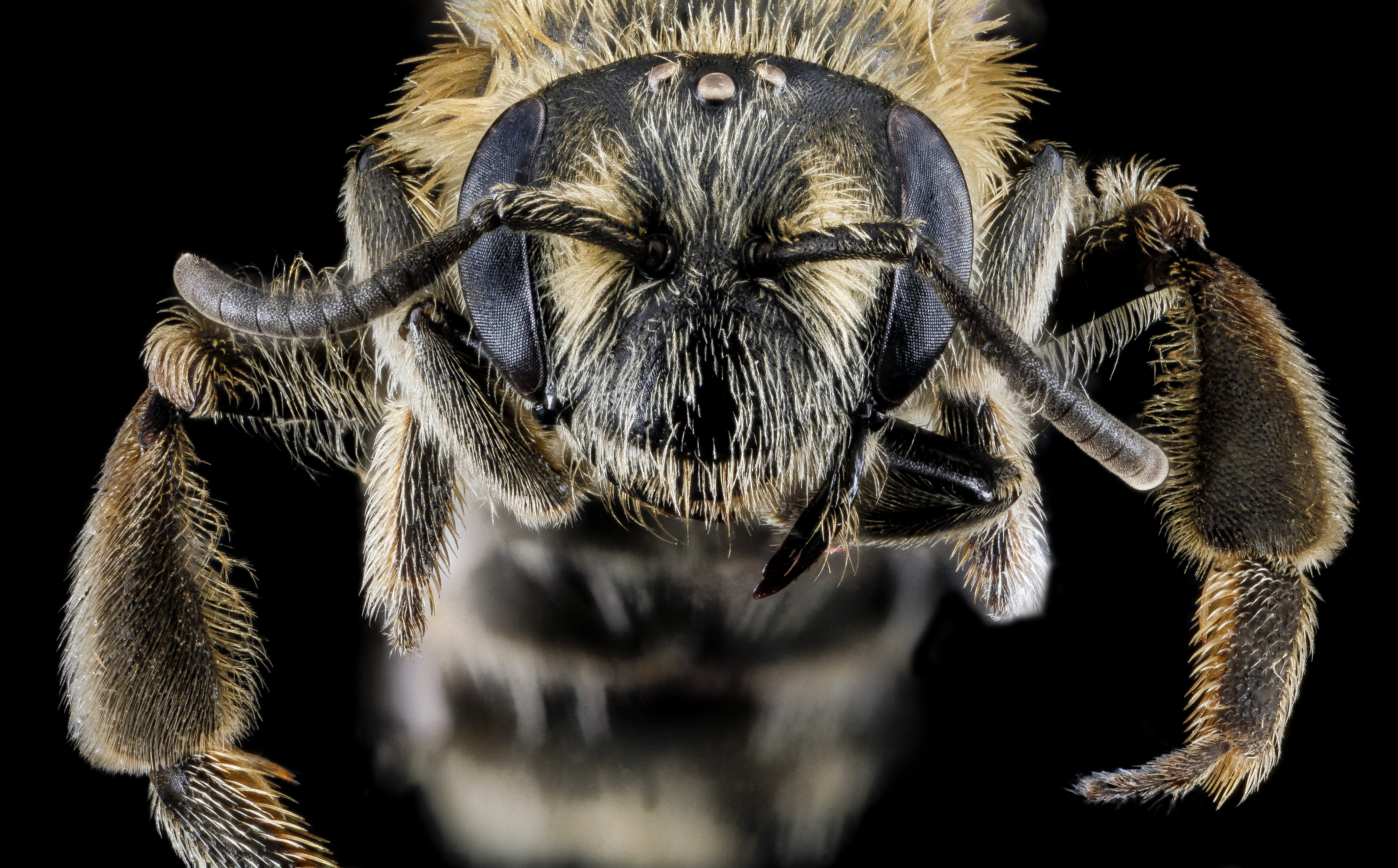
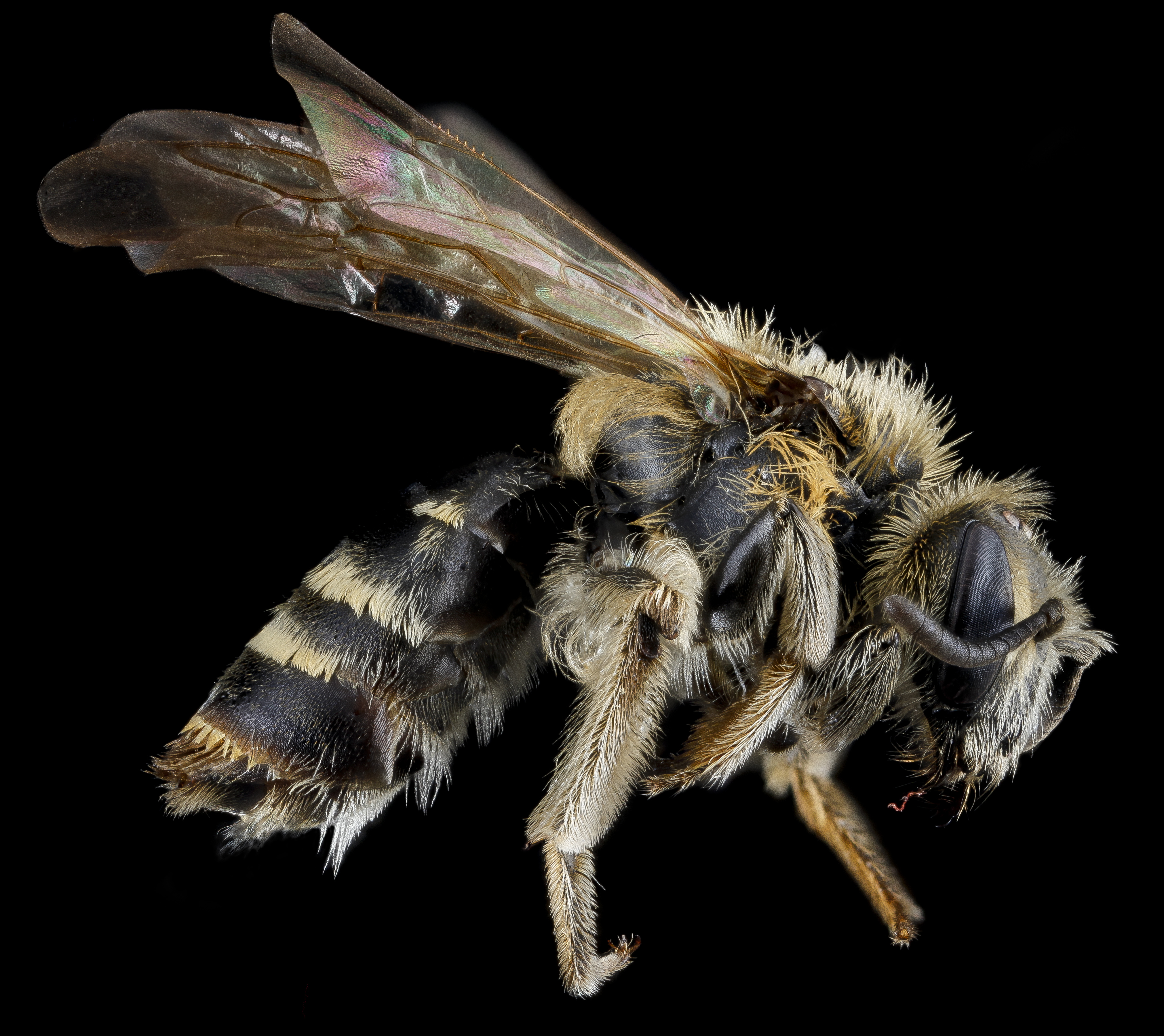
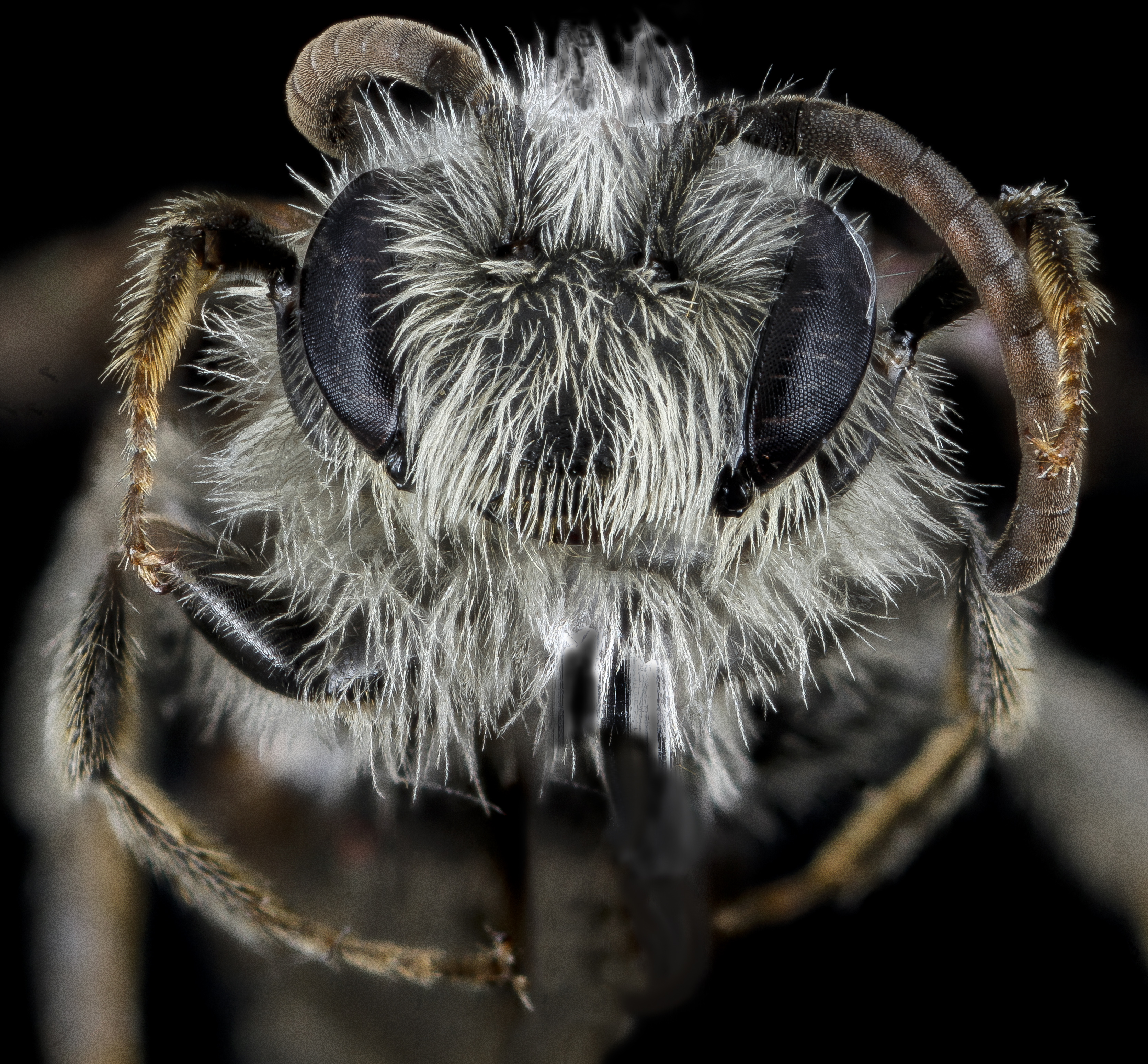
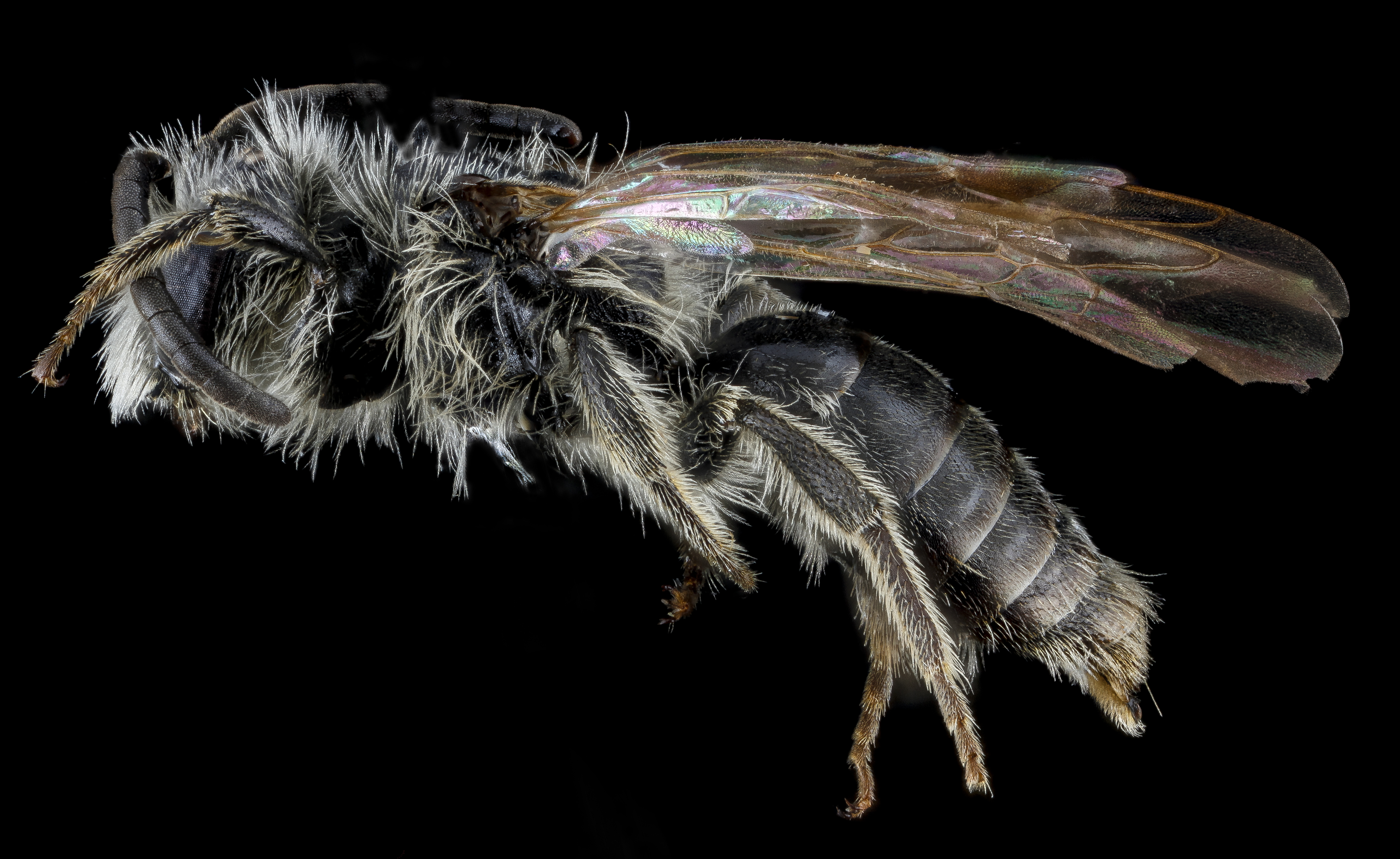